# Rubén Toribio Díaz
Rubén Toribio Díaz Rivas (* 17. April 1952 in Lima) ist ein ehemaliger peruanischer Fußballspieler.

## Vereinslaufbahn
Díaz spielte für Deportivo Municipal, Universitario de Deportes und Sporting Cristal in Peru. Mit Sporting Cristal gewann er in den Jahren 1979, 1980 und 1983 die Meisterschaft.

## Nationalmannschaft
Mit der peruanischen Nationalmannschaft nahm er an den Fußballweltmeisterschaften 1978 und 1982 teil. Zudem war er Mitglied der peruanischen Mannschaft, die 1975 die Copa América gewann. Er bestritt von 1972 bis  1985 insgesamt 89 Länderspiele und schoss dabei 2 Tore, was ihn auf Platz 10 der Spieler brachte, die die meisten Länderspieleinsätze verzeichneten.